# 水鏡まみず
水鏡 まみず（みかがみ まみず）は、日本のイラストレーター・原画家。アダルトゲームブランド・Whirlpoolに所属。
2003年のC65で同人誌『Evolutional Girls』発売から活動開始。

## 経歴
水鏡まみずは2008年12月28日発売の『メリ☆クリ』にてアダルトゲームの原画家デビューを果たした。水鏡は元々、WhirlpoolのCGチーフであったが、入社時から原画を担当したいと他のスタッフに述べていたという。そこでWhirlpoolは水鏡に対し様々な課題を課していった。水鏡はそれらを次々と達成していき、『メリ☆クリ』にて初めてアダルトゲームの原画を担当することになった。ただし、この作品は実験的な性格が強く、ユーザーの反応をダイレクトに見たいということからコミケと通販のみので販売が行われた。
『Justy×Nasty』のプロデューサーである也によれば、このとき作られた『メリ☆クリ』はユーザーから期待通りの反応を受けたという。また、次作である『ねこ☆こい!』も好評であったという。そのため、『Lunaris Filia』という作品を経た後、『Justy×Nasty』から水鏡まみずが看板原画家となる開発チームがWhirlpool内で新たに設立された。それ以前はWhirlpoolにはてんまそが看板原画家となる開発チームしかなかったという。
その後、水鏡は2016年までに『まじかりっく⇔スカイハイ』・『鯨神のティアスティラ』・『ワールド・エレクション』の原画を担当した。

## 主な作品
ゲーム
- メリ☆クリ 〜10年ぶりのホワイトクリスマス〜（Whirlpool、一部原画）
- 77 〜And, two stars meet again〜（Whirlpool、一部原画）
- ねこ☆こい! 〜猫神さまとネコミミのたたり〜（Whirlpool、原画）
- Lunaris Filia 〜キスと契約と真紅の瞳〜（Whirlpool、原画）
- Justy×Nasty 〜魔王はじめました〜（Whirlpool、原画）
- まじかりっく⇔スカイハイ 〜空飛ぶホウキに想いをのせて〜（Whirlpool、一部原画）
- 鯨神のティアスティラ（Whirlpool、原画）
- ワールド・エレクション（Whirlpool、一部原画）[3]
- 初情スプリンクル（Whirlpool、原画）
- pieces/渡り鳥のソムニウム（Whirlpool、原画）
- pieces/揺り籠のカナリア（Whirlpool、原画）
- アンレス・テルミナリア（Whirlpool、原画）
- モンスターカンパニー（ishii yoshihiro、イラスト）[4]
- はじめるセカイの理想論 -goodbye world index-（Whirlpool、原画）

その他
- ヤンデレの女の子に死ぬほど愛されて眠れないCDぎゃーーーっ!（EDGE RECORDS、キャラクターデザイン）
- 先生がイロイロと熱心で眠れないCD（EDGE RECORDS、キャラクターデザイン）